# Olga Nazarowa (lekkoatletka)
Olga Władimirowna Nazarowa (ros. Ольга Владимировна Назарова; ur. 1 czerwca 1965 w Tule) – rosyjska lekkoatletka, sprinterka, największe sukcesy odnosiła jako reprezentantka ZSRR.

## Sukcesy

### Igrzyska olimpijskie
| Miejsce | Dzień          | Rok  | Miejscowość | Konkurencja        | Czas biegu  | Strata   | Zwycięzca        |
| ------- | -------------- | ---- | ----------- | ------------------ | ----------- | -------- | ---------------- |
| brąz    | 26 wześnia     | 1988 | Seul        | bieg na 400 m      | 49,90 s     | + 1,25 s | Olha Bryzhina    |
| złoto   | 1 października | 1988 | Seul        | sztafeta 4 × 400 m | 3:15,17 min | -        | -                |
| 4.      | 5 sierpnia     | 1992 | Barcelona   | bieg na 400 m      | 49,69 s     | + 0,86 s | Marie-José Pérec |
| złoto   | 8 sierpnia     | 1992 | Barcelona   | sztafeta 4 × 400 m | 3:20,20 min | -        | -                |

Źródło:

### Mistrzostwa świata
| Miejsce | Dzień       | Rok  | Miejscowość | Konkurencja        | Czas biegu  | Strata   | Zwycięzca        |
| ------- | ----------- | ---- | ----------- | ------------------ | ----------- | -------- | ---------------- |
| 8.      | 31 sierpnia | 1987 | Rzym        | bieg na 400 m      | 51,20 s     | + 1,82 s | Olha Bryzhina    |
| srebro  | 6 września  | 1987 | Rzym        | sztafeta 4 × 400 m | 3:19,50 min | + 0,87 s | NRD              |
| złoto   | 1 września  | 1991 | Tokio       | sztafeta 4 × 400 m | 3:18,43 min | -        | -                |
| 18.     | 6 sierpnia  | 1995 | Göteborg    | bieg na 400 m      | 51,83 s     | -        | Marie-José Pérec |

Źródło:

### Mistrzostwa Europy
| Miejsce | Dzień       | Rok  | Miejscowość | Konkurencja        | Czas biegu | Strata | Zwycięzca   |
| ------- | ----------- | ---- | ----------- | ------------------ | ---------- | ------ | ----------- |
| 9.      | 27 sierpnia | 1986 | Stuttgart   | bieg na 400 m      | 52,11 s    | -      | Marita Koch |
| DQ.     | 31 sierpnia | 1986 | Stuttgart   | sztafeta 4 × 400 m | -          | -      | NRD         |

Źródło:

## Rekordy życiowe
- Bieg na 400 m - 49.11 (1988)